# Straight Outta Burbank
Straight Outta Burbank è il secondo EP del gruppo musicale statunitense Stone Sour, pubblicato il 27 novembre 2015 dalla Roadrunner Records.

## Il disco
Pubblicato in concomitanza con il Black Friday del Record Store Day, Straight Outta Burbank contiene cinque reinterpretazioni di brani originariamente realizzati da artisti appartenenti alla scena heavy metal degli anni settanta e ottanta, quali Iron Maiden e Slayer.
L'uscita dell'EP è stata anticipata il 9 novembre 2015 dalla reinterpretazione del brano dei Rolling Stones Gimme Shelter, inciso in duetto con Lzzy Hale degli Halestorm.
L'11 dicembre 2015 l'EP è stato reso disponibile anche per il download digitale.

## Tracce
- Lato A

1. Sailin' On – 2:01 – originariamente interpretata dai Bad Brains
2. Running Free – 2:55 – originariamente interpretata dagli Iron Maiden
3. Gimme Shelter (feat. Lzzy Hale) – 4:27 – originariamente interpretata dai The Rolling Stones

- Lato B

1. Too Fast for Love – 3:41 – originariamente interpretata dai Mötley Crüe
2. Seasons in the Abyss – 6:24 – originariamente interpretata dagli Slayer

## Formazione
Gruppo
- Corey Taylor – voce, voce gang (tracce 2 e 5)
- Josh Rand – chitarra, voce gang (tracce 2 e 5), assolo di chitarra (tracce 3 e 5)
- Christian Martucci – chitarra, assolo di chitarra (tracce 1 e 5), voce gang (tracce 2 e 5)
- Johny Chow – basso, voce gang (tracce 2 e 5)
- Roy Mayorga – batteria, percussioni, voce gang (tracce 2 e 5), pianoforte (traccia 3)

Altri musicisti
- Lzzy Hale – voce aggiuntiva (traccia 3)
- Jeremy White – armonica (traccia 3)